# Албански устанак (1843—1844)
Албански устанак 1843—1844, познат и као устанак Дервиш Цара, био је устанак арбанашког народа против османских власти изазван танзиматским реформама и Гилханским хатишерифом из 1839. године. Завршен је неуспешно. 

## Позадина
Незадовољство Арбанаса крајем 1830-их година због глади, куге и лошег приноса житарица, појачано је танзиматским реформама и доношењем Хатишерифа од Гилхане. Побуна против централне власти била је неминовна, што је увиђао и султан који 1839. године шаље 70.000 војника у албанске крајеве. Нишка буна је одложила избијање арбанашке. Убрзо избија устанак на Криту, те су снаге са Балкана послате на то грчко острво. На Балкану су остале само спахије и башибозлучки одреди. Арбанаси из Кумановске нахије први дижу устанак који је брзо сломљен. Много озбиљнији устанак избио је јула 1843. године због прикупљања заосталог пореза и регрутовања у низам. Устанак је избио у Скопском и Косовском пашалуку. Устанички одреди у Скопљу нарасли су на 3.000 људи који су прекинули комуникације са градом. Хивзи-паша је послао на њих градски гарнизон. Арбанаси су разбијени, али су ускоро поново почели да се окупљају. Долазак 40 батаљона редовне војске приморао их је на повлачење.

## Устанак
Следеће, 1844. године избио је општи устанак на који су се подикли најпре Приштински, а потом и Скопски, Тетовски и Врањски пашалук. Устаници су брзо овладали Лесковачком, Врањском, Прокупачком, Куршумлијском, Приштинском, Гњиланском, Скопском, Кумановском, Дебарском, Тетовском и Гостиварском нахијом, држећи центре попут Лесковца, Врања, Приштине, Скопља, Тетово, Велеса и Прилепа, а Битољ су блокирали. Представници османских власти су протерани или су побегли, а институције су укинуте. Арбанашка војска од 15.000 људи напала је Врање и протерала врањског Хусни-пашу који је отишао у Битољ да тражи помоћ од великог везира. Овај је већ преговарао са арбанашким старешинама, али безуспешно. Приштински Абдурахман-бег се склонио у Призрен, а тетовски Дели-бег код дебарског Хаџи-паше. Арбанашка војска је потом на Емир пољу код Лесковца подигла војни логор и њихов број је за кратко време нарастао на 30.000 људи. Истовремено, део Арбанаса кренуо је на Прокупље и Ниш. Командант нишког гарнизона Ћејнал ага поставио је јаке страже на свим прилазима Нишу, а пешадијске чете ојачане артиљеријом запоселе су све мостове преко Мораве. Арбанаси су блокирали саобраћајнице и порушили мостове између Велеса и Скопља. Након што су заузели Скопље, тражили су од Порте да смени Хивзи-пашу. Центар њиховог отпора био је село Катланово са око 8.000 устаника.
На чело устанка стао је старешина арбанашког села Џаре из Тетовске нахије, Дервиш Цара. Значајну улогу одиграли су и Сеиди Менџа и Баба Феке, турски званичници који су подржали устанак. Већ средином априла из Битоља у Велес послато 20 батаљона редовне војске са артиљеријом на челу са врањским Хусни-пашом, а тетовском Дели-бегу је за помоћ у гушењу буне обећано постављење за пашу и Тетовска, Гостиварска и Кичевска област на управу. Након концентрације трупа, у другој половини маја је почео напад на побуњенике. Главни задатак у овој офанзиви имала је румелијска војска јачине око 10.000 људи на челу са Решид-пашом и одред низама од 5.000 војника под командом Хајрудин-паше, а помоћни су били одреди са око 3.000 Тоска предвођени Дели-бегом и дебарским забитом Шаин-бегом. У правцу Нишког и Лесковачког пашалука кренули су одреди из западне Бугарске. Главни окршај одиграо се код Катланова између 6.000 војника под командом Омер-паше и 8.000 побуњеника од којих је 1000 тада погинуло. Поражени Арбанаси су се концентрисали у Качанику, али су их и тамо јуна победиле регуларне трупе. Ускоро су Решид-паша и Омер-паша ушли у Скопље где су поставили свој војни штаб. Одмах су почели да хапсе устаничке старешине којих су око 200 послали за Цариград.

## Гушење
Арбанаси су после битке код Качаника почели и сами да се предају властима тражећи амнестију. У Скопском пашалуку устанак је угушен, те је војска од 20.000 људи послата у Косовски пашалук. Падају Врање, Призрен, Ђаковица и Пећ. Дервиш Цара је са 300 арбанашких старешина послат везан у Цариград. Јаки одреди османске војске улогорили су се код Дечана и у Ђаковачкој и Пећкој нахији похватали још 200 Арбанаса које су отпремили у Скопље. Почетком септембра ухваћен је и Сеиди Менџе и послат у оковима у Цариград, док се Баба Феке крио још неко време близу српске границе. Убрзо је ухваћен и он. 